# لهجات اللغة اليابانية
عادة ما تقسم لهجات اللغة اليابانية إلى قسمين أساسين: «اللهجات الشرقية» ومنها لهجة طوكيو، و«اللهجات الغربية» ومنها لهجة كيوتو، مع لهجات كيوشو وجزيرة هاتشيجو والتي عادة ما تصنف كأقسام أخرى والأخيرة أكثرها اختلافاً بين الباقيات، بينما تشكل اللغات الريوكيوية المنتشرة في محافظة اوكيناوا والجزر الجنوبية من محافظة كاغوشيما فرعاً منفصلاً من عائلة اللغات اليابانية أي انها تعتبر لغات وليست لهجات للغة اليابانية على الرغم الإشارة إليها أحيانا بتعبير لهجة.

## تاريخياً
تم تأكيد وجود تباين مناطقي للغة اليابانية منذ العصر القديم، ففي أقدم مجموعة شعرية يابانية (مان يوشو) تظهر بعض القصائد مكتوبة بلهجة العاصمة نارا في ذلك الوقت ولهجات شرق اليابان، لكن لم يتم توثيق لهجات الأخرى.
نادراً ما ورثت اللهجات الحديثة عناصرها من اللهجات الشرقية القديمة ماعدا لغات بعض الجزر مثل جزيرة هاتشيجو، في بدايات عصر اللغة اليابانية الأوسط، لا توجد سوى تسجيلات قليلة غامضة مثل «اللهجات الريفية البسيطة».
بينما في وقت متأخر من عصر اللغة اليابانية الأوسط، تم تسجيل سمات اللهجات المناطقية في بعض الكتب، مثل كتاب (كتاب فن اللغة اليابانية [الإنجليزية]) الذي صدر باللغة البرتغالية، وكانت السمات التي تم تسجيلها مشابهة إلى حد ما سمات اللهجات الحديثة.
ظهر تطور ملحوظ في اللهجات اليابانية المختلفة خلال وقت مبكر من عصر اللغة اليابانية الحديث (حقبة إيدو) لأن الكثير من الحكام الإقطاعيين منعوا حركة الناس من وإلى الإقطاعيات الأخرى، حيث تتوافق حدود بعض اللهجات مع حدود الهان القديمة والتي تمثل حدود بعض الإقطاعيات خاصةً في توهوكو وكيوشو، منذ حقبة نارا وحتى حقبة إيدو كانت لهجة كاناي (حالياً كانساي) هي اللهجة الأساسية للغة اليابانية بينما لهجة إيدو (حالياً طوكيو) برزت وأخذت الصدارة في وقت متأخر من حقبة إيدو.
ومع الإصلاحات التي ظهرت في أواخر القرن التاسع عشر، شجعت حكومة اليابان والمثقفون على غرس ونشر اللغة اليابانية الأساسية، فتم خلال هذا طمس وإخماد اللغات واللهجات المناطقية المحلية، وأثار شعور بالدونية لدى السكان المحليين من لهجتهم «السيئة» و«المحرجة»، فكانت لغة التعليم الرسمية هي اللغة اليابانية الأساسية، وبعض المعلمين طبقوا عقوبات على من يستخدم اللغات الأخرى خاصة في مناطق أوكيناوا وتوهوكو، مثلما استخدمت فرنسا فيرغونا واللا للويلز في المملكة المتحدة، ما بعد عام 1940 وحتى 1960 خلال حقبة شووا والمعجزة الإقتصادية بعد الحرب العالمية الثانية، وصل الضغط لفرض اللغة اليابانية الأساسية في مختلف المناطق ذروته.
وفي الوقت الحالي تنتشر اللغة اليابانية الأساسية في جميع أنحاء البلاد مقبل إضمحلال اللغات واللهجات المحلية بسبب التعليم والتلفزيون وتوسيع حركة المرور والتركيز الحضري..الخ، مع ذلك لم يتم استبدال المحلية منها بشكل كامل باليابانية الأساسية إنما تم تصنيفها على أنها «نوستاجية» و«حنينية» وعلامة «ثمينة للهوية المحلية»، كما تمكن العديد من متحدثي اللهجات المحلية من التخلص من خجلهم فيما يتعلق بإسلوب كلامهم، والإتصال الذي يحصل بين اليابانية الأساسية واللهجات المحلية بدأ يخلق أنماط جديدة من الكلام بين الشباب، مثل "يابانية اوكيناوا [الإنجليزية]".

## التصنيف
توجد العديد من تصنيفات اللهجات اليابانية والتي غالباً ما تكون متشابهة بشكل عام، فقد صنف ميساو توجو لهجات البر الياباني الرئيسية إلى ثلاثة أصناف (شرقية وغربية ولهجات كيوشو)، بينما إعتبر ميتسوه اوكومورا لهجات كيوشو كصنف فرعي من اللهجة اليابانية الغربية، هذه التصنيفات إعتمدت بشكل أساسي على الفروق القواعدية-النحوية بين لهجات الشرق والغرب، وبشكل مخالف قام هاروهيكو كيندايتشي بتصنيف يابانية البر الرئيسي إلى ثلاث مجموعات بشكل دوائر متحدة المركز: اللهجات الداخلية (كلهجات كانساي وشيكوكو..إلخ)، اللهجات الوسطية (مثل لهجة كانتو الغربية وتشوبو وتشوغوكو.. إلخ) واللهجات الخارجية (كانتو الشرقية، توهوكو، إزومو، كيوشو، هاتشيجو) بالاعتماد على أنظمة النبرة وصوت النطق والتصاريف.

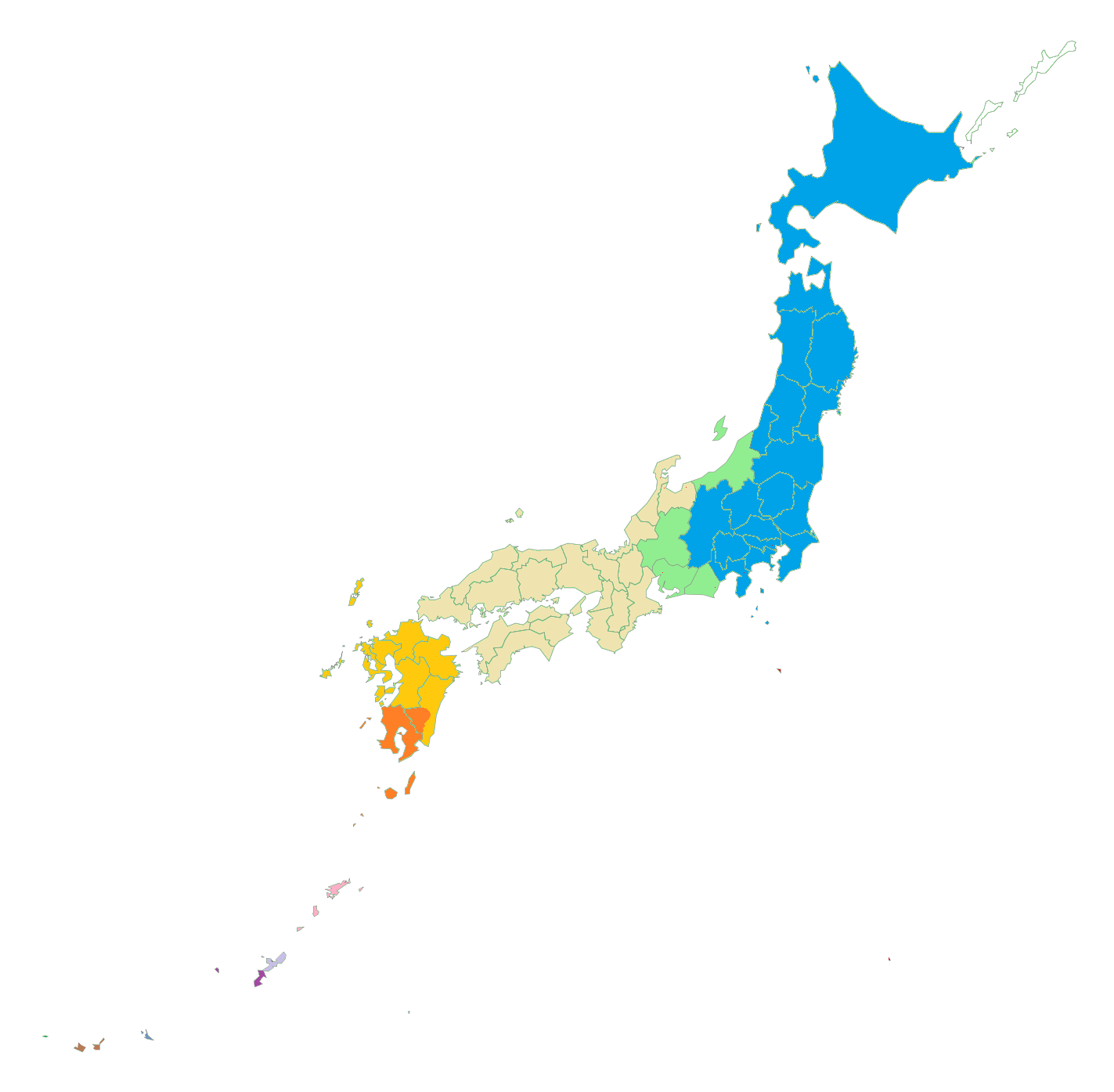
(الخريطة-1)، الحد الفاصل بين اللهجات الشرقية (باللون الأزرق) والغربية (باللون الأخضر).

### اليابانية الشرقية والغربية

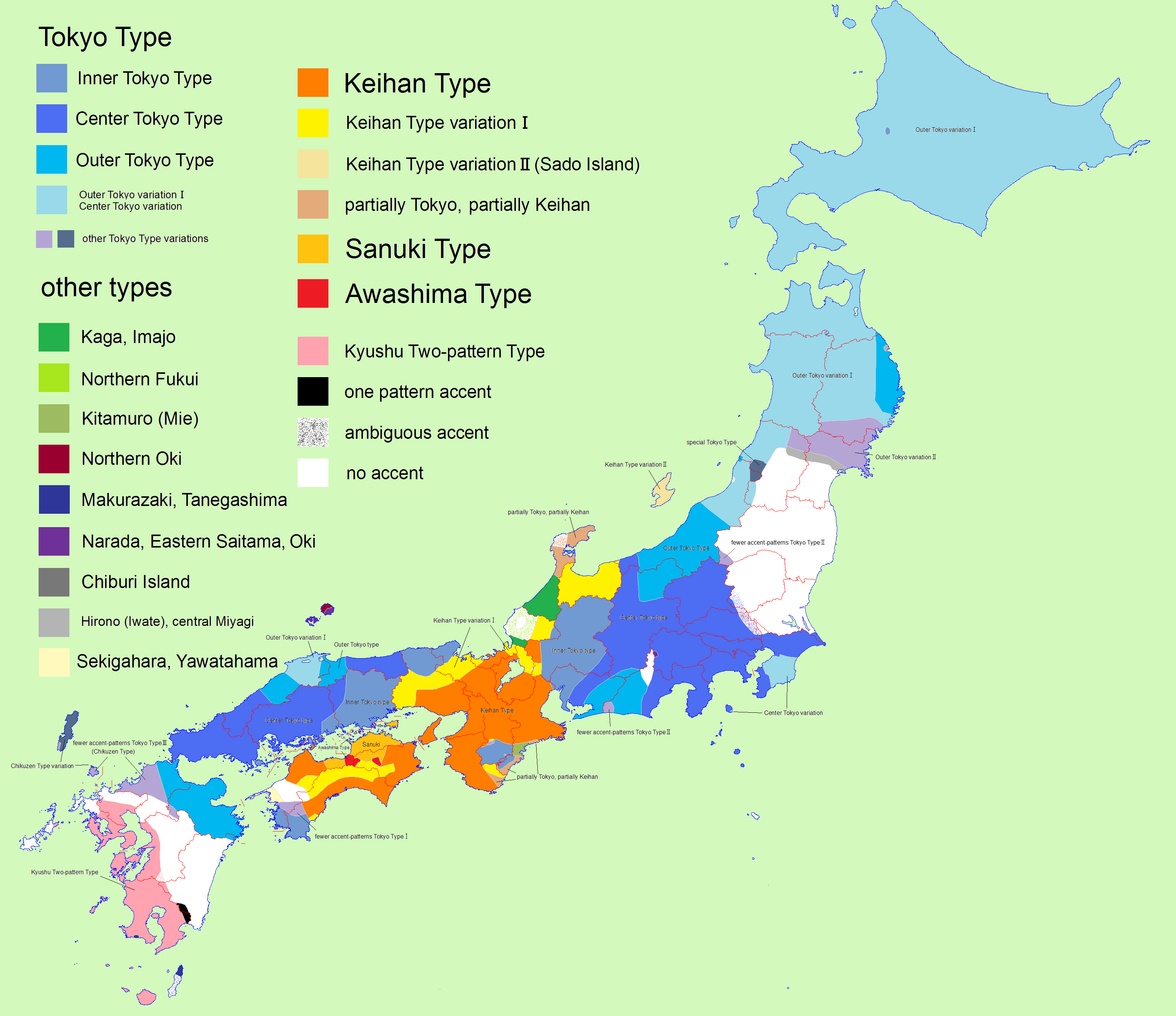
حدود النبرات في اللغة اليابانية.

توجد اختلافات أساسية بين اللغة اليابانية الشرقية والغربية، وهذه الاختلافات موجودة من زمن طويل في اللغة والثقافة، (الخريطة-1) تبين الحدود الصوتية الفاصلة بين نبرة [الإنجليزية] اللهجات الشرقية والغربية، إلى الغرب من الحد الفاصل تظهر نبرة كانساي المعقدة، بينما إلى شرق الحد الفاصل تظهر نبرة طوكيو الأكثر بساطة، وبالرغم من إمكانية إيجاد لهجات في الغرب على الجانب الآخر من كانساي ذات نطق مشابه لنطق طوكيو، إلا أن هذا يتوافق هذا التقسيم بشكل جيد مع العديد من الفروق القواعدية الأخرى بين اللهجات، فمثلاً:
| السمة                                                         | مثال                                             | اللهجة الشرقية (اليابانية الرسمية) | اللهجة الغربية                | أخرى                                                   |
| ------------------------------------------------------------- | ------------------------------------------------ | ---------------------------------- | ----------------------------- | ------------------------------------------------------ |
| الصيغة المكتملة من الأفعال المنتهية بـ (u-)                   | هاراو؛ Harau (يدفع "نقود")                       | Haratta                            | Harōta أو Haruta              |                                                        |
| الصيغة المكتملة من الأفعال المنتهية بـ (su-)                  | أوتوسو؛ otosu (يُسقِط)                             | otoshita                           | otoita                        |                                                        |
| صيغة الأمر من أفعال الصف الأول [الإنجليزية] المنتهية بـ (ru-) | ميرو؛ miru (يرى)                                 | miro                               | miyo أو mii                   | لهجة كيوشو تستخدم صيغتين، miro أو mire.                |
| صيغة الظرفية للصفات المنتهية بـ (i-)                          | هيروي؛ Hiroi (شرقية) Hirō او Hirū (غربية) (واسع) | Hiroku أو Hirokunaru               | hirōnaru                      |                                                        |
| صيغة النفي للأفعال: في الغرب (nu،n)، في الشرق (nai،nee)       | سورو؛ Suru (يَفعل)                                | shinai أو shinee                   | senu أو sen                   | أجزاء من جزيرة سادو تستعمل اللفظ الشرقي.               |
| مسند الجملة                                                   |                                                  | da                                 | ja أو ya                      | (الخريطة-2) تبين حدود اللهجات حسب استخدام مسند الجملة. |
| بعض الأفعال                                                   | إرو؛ iru (يوجد)                                  | iru                                | oru أو (aru في لهجة واكاياما) | لهجة كانساي ولهجة فوكوي تستعمل كلا النوعين (oru وaru)  |

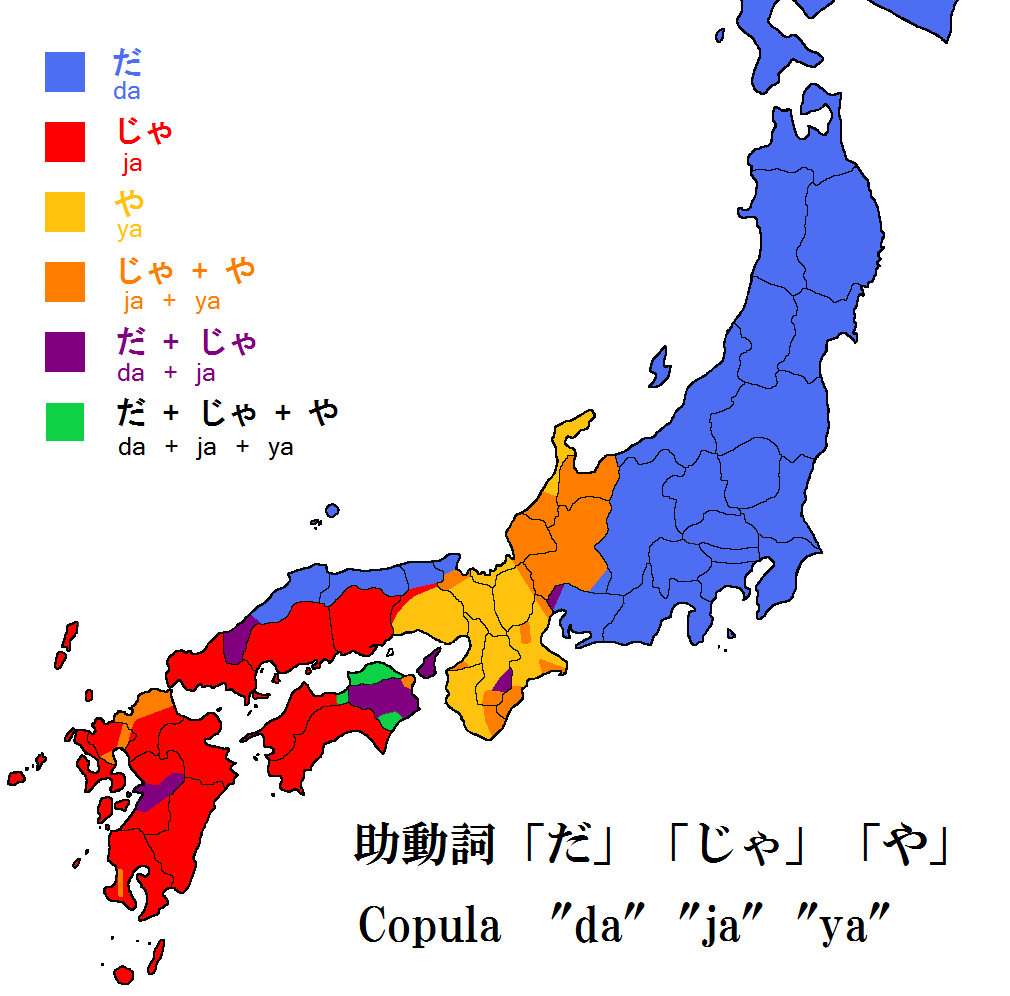
(خريطة-2) تبين الحدود الفاصلة بين اللهجات حسب استخدام مسند الجملة

في حين أن الحدود القواعدية مقاربة للحدود المقسمة على أساس النبرة إلا انها لا تتطابق معها بشكل تام، فجزء من سادو يستخدم سمات اللهجة الشرقية مثل (shinai و da) بينما يلاحظ أنها تنتمي للغرب بشكل كامل حسب تقسيم النبرة، بالرغم من وجود بعض المميزات الشرقية في الهجات الغربية (مثل da في سانين [الإنجليزية] miro في كيوشو)، وأيضاً شرق الحد الفاصل توجد مناطق ذات لهجات وسطية تحمل سمات شرقية وغربية مختلطة، مثلا لهجة إيتشيغو تستخدم (Harōta لكنها لا تستعمل صيغة miyo)، وتقريباً نصفها يستعمل (hirōnaru)، في غيفو تظهر كافة الصفات الغربية ماعدا (النبرة و Harōta)، آيتشي تستعمل (miyo وsen)، وفي الغرب لهجة ناغويا تستعمل (hirōnaru) أيضاً: هذه السمات كبيرة بما يكفي لتجعل توشيو تسوزوكو يصنف لهجة غيفو-آيتشي على انها لهجة تنتمي إلى غرب اليابان، في شيزوكا الغربية (لهجة إنشو) تملك فقط سمة واحدة فقط من سمات اللهجة الغربية وهي استخدام (miyo).
لهجة كانساي اليابانية الغربية كانت هي الأعلى شأناً عندما كانت كيوتو هي عاصمة البلاد، ويمكن رؤية الهيئة الغربية للغة في الأدب لكنها ممزوجة بتعبيرات تشريفية من لهجة طوكيو الحالية مثلاً أستخدمت التحية (ohayō gozaimasu؛ صباح الخير «مهذبة») وليس (ohayaku)، وفعل الكينونة الأقل رسمية (oru)، مع صيغة النفي المهذبة (masen) وليست (mashinai).

### يابانية كيوشو
لهجات كيوشو تصنف إلى ثلاث مجموعات وهي (لهجة هيتشيكو [الإنجليزية]، ولهجة هونيتشي [الإنجليزية]، ولهجة ساتسوغو او كاغوشيما [الإنجليزية]) ولكل منها صفات مميزة:
| السمة                                      | يابانية كيوشو | الفرق عن اللهجات الأخرى                                                                                                | ملاحظات                                            |
| ------------------------------------------ | --- | --- | -------------------------------------------------- |
| صيغة الأمر                                 | يستعمل الشكل الشرقي من صيغة الأمر (miro و mire) | بدلاً من الصيغة الغربية (miyo)                                                                                          |                                                    |
| الصفات                                     | تستخدم صفات تنتهي بـ (ka-) خاصة في "هيتشيكو، ساتسوغو" فيقال (samuka؛ بارد)، و (kuyaka؛ قبيح)، و (nukka؛ حار) | بدلاً عن صفات (i-) في اللهجتين الشرقية والغربية (samui؛ بارد)، و (minikui؛ قبيح)، و (atsui؛ حار)                        |                                                    |
| الإداة التي تستخدم للتعبير عن الإتجاه      | تستعمل (sai) | بدلاً عن (ni و e) | في توهوكو الشرقية تستعمل أداة (sa)                 |
| أداة توكيد الكلام في نهاية الجملة          | تستعمل (tai وbai) | بدلاً عن (yo) | ما عدا لهجة هيتشيكو تستعمل (yo) أيضاً               |
| أداة التحويل إلى الصيغة الإسمية والإستفهام | تستعمل الأداة (to)، فمثلاً: يقال (?tottō to؛ هل هذا مأخوذ؟)، ويقال (iku to tai أو ikuttai؛ سأذهب) | بدلاً من الأداة (no): حيث يقال (?totte iru no؛ هل هذا مأخوذ؟)، و (iku no yo؛ سأذهب)                                     | ما عدا لهجة كيتاكيوشو وأويتا.                      |
| أداة الإستدراك                             | تستعمل الأداة (batten؛ بمعنى "لكن، بالرغم من") في هيتشيكو وساتسوغو. | بدلأ عن (dakedo) | في لهجة آوموري الشرقية تستعمل أداة مشابهة (batte). |
| أداة المفعول به (o)                        | في بعض اللهجات الفرعية الموجودة في منطقتي شيكوكو وتشوغوكو فقط: أداة المفعول به تقوم بتغيير تصريف الاسم قبلها مثلاً يقال: (honno أو honnu؛ تعني "كتاب" في موضع المفعول به) و (kakyū، "نبات الكاكي" في موضع المفعول به) | في اللهجات الأخرى واليابانية الرسمية تلحق الأداة الاسم من دون تغيير تصريفه: (hon o، "كتاب")، و (kaki o، "نبات الكاكي") |                                                    |
| لفظ صوت (الراء؛ /r/)                       | عادة ما يتم إسقاط صوت الراء، فيقال (koi؛ هذا) | بدلاً عن (kore) في اللهجات الشرقية والغربية.                                                                            |                                                    |
| أصوات العلة                                | في بعض المناطق خاصة في ساتسوغو وجزر غوتو [الإنجليزية]، عادة ما يسقط لفظ حروف العلة، مثلاً يقال: (in؛ كلب) | بدلاً من (inu). |                                                    |

بالإضافة إلى هذا، بعض لهجات كيوشو عادةً ما تفتقر إلى النبرات الصوتية، أو أنها تملك نبرات مميزة خاصة فيها، مثلا لهجة «كاغوشيما» تملك نبرة مميزة جداً جعلت البعض يصنفها على أنها صنف رابع من اللغة اليابانية إلى جانب «اليابانية الشرقية والغربية وكيوشو».

### يابانية هاتشيجو
تمثل مجموعة قليلة من اللهجات المحكية في جزر هاتشيجو-جيما واوغاشيما جنوب طوكيو، وكذلك جزر دايتو [الإنجليزية] شرق أوكيناوا، لهجة هاتشيجو مختلفة جداً عن اليابانية وبعض الأحيان تصنف على أنها فرع رئيسي من اللغة اليابانية وليست لهجة، بينما تحتفظ بالكثير من مميزات اليابانية الشرقية القديمة.

### مخطط علاقة اللهجات
|  | كاغوشيما [الإنجليزية] |
|  |                       |
|  | هيتشيكو [الإنجليزية]  |
|  |                       |
|  | هونوتشي [الإنجليزية]  |
|  |                       |

|  | تشوغوكو [الإنجليزية]  |
|  |                       |
|  | أومباكو [الإنجليزية]  |
|  |                       |
|  | شيكوكو [الإنجليزية]   |
|  |                       |
|  | كانساي [الإنجليزية]   |
|  |                       |
|  | هوكوراكو [الإنجليزية] |
|  |                       |

|  | كانتو [الإنجليزية]      |
|  |                         |
|  | بر هوكايدو [الإنجليزية] |
|  |                         |

|  | توهوكو [الإنجليزية]       |
|  |                           |
|  | ساحل هوكايدو [الإنجليزية] |
|  |                           |

|  | كانتو [الإنجليزية]      |
|  |                         |
|  | بر هوكايدو [الإنجليزية] |
|  |                         |

|  | توهوكو [الإنجليزية]       |
|  |                           |
|  | ساحل هوكايدو [الإنجليزية] |
|  |                           |

|  | كاغوشيما [الإنجليزية] |
|  |                       |
|  | هيتشيكو [الإنجليزية]  |
|  |                       |
|  | هونوتشي [الإنجليزية]  |
|  |                       |

|  | تشوغوكو [الإنجليزية]  |
|  |                       |
|  | أومباكو [الإنجليزية]  |
|  |                       |
|  | شيكوكو [الإنجليزية]   |
|  |                       |
|  | كانساي [الإنجليزية]   |
|  |                       |
|  | هوكوراكو [الإنجليزية] |
|  |                       |

|  | كانتو [الإنجليزية]      |
|  |                         |
|  | بر هوكايدو [الإنجليزية] |
|  |                         |

|  | توهوكو [الإنجليزية]       |
|  |                           |
|  | ساحل هوكايدو [الإنجليزية] |
|  |                           |

|  | كانتو [الإنجليزية]      |
|  |                         |
|  | بر هوكايدو [الإنجليزية] |
|  |                         |

|  | توهوكو [الإنجليزية]       |
|  |                           |
|  | ساحل هوكايدو [الإنجليزية] |
|  |                           |

|  | كاغوشيما [الإنجليزية] |
|  |                       |
|  | هيتشيكو [الإنجليزية]  |
|  |                       |
|  | هونوتشي [الإنجليزية]  |
|  |                       |

|  | تشوغوكو [الإنجليزية]  |
|  |                       |
|  | أومباكو [الإنجليزية]  |
|  |                       |
|  | شيكوكو [الإنجليزية]   |
|  |                       |
|  | كانساي [الإنجليزية]   |
|  |                       |
|  | هوكوراكو [الإنجليزية] |
|  |                       |

|  | كانتو [الإنجليزية]      |
|  |                         |
|  | بر هوكايدو [الإنجليزية] |
|  |                         |

|  | توهوكو [الإنجليزية]       |
|  |                           |
|  | ساحل هوكايدو [الإنجليزية] |
|  |                           |

|  | كانتو [الإنجليزية]      |
|  |                         |
|  | بر هوكايدو [الإنجليزية] |
|  |                         |

|  | توهوكو [الإنجليزية]       |
|  |                           |
|  | ساحل هوكايدو [الإنجليزية] |
|  |                           |

|  | كاغوشيما [الإنجليزية] |
|  |                       |
|  | هيتشيكو [الإنجليزية]  |
|  |                       |
|  | هونوتشي [الإنجليزية]  |
|  |                       |

|  | تشوغوكو [الإنجليزية]  |
|  |                       |
|  | أومباكو [الإنجليزية]  |
|  |                       |
|  | شيكوكو [الإنجليزية]   |
|  |                       |
|  | كانساي [الإنجليزية]   |
|  |                       |
|  | هوكوراكو [الإنجليزية] |
|  |                       |

|  | كانتو [الإنجليزية]      |
|  |                         |
|  | بر هوكايدو [الإنجليزية] |
|  |                         |

|  | توهوكو [الإنجليزية]       |
|  |                           |
|  | ساحل هوكايدو [الإنجليزية] |
|  |                           |

|  | كانتو [الإنجليزية]      |
|  |                         |
|  | بر هوكايدو [الإنجليزية] |
|  |                         |

|  | توهوكو [الإنجليزية]       |
|  |                           |
|  | ساحل هوكايدو [الإنجليزية] |
|  |                           |

## روابط خارجية
- المعهد الوطني لدراسات اللغة اليابانية (بالإنجليزية)
- موقع تعلم ذاتي للهجة كانساي (بالإنجليزية)
- لهجات اليابان (بالإنجليزية)
- غرفة اللهجات (باليابانية)